# توتسی
توتسی(ها) که باتوسی، توسی، واتوسی یا واتوتسی نیز نامیده می‌شوند مردمانی دام‌پرور در آفریقای مرکزی بوده که با جمعیتی ۱٬۵ میلیون نفری، یکی از سه قومیت رواندا و بروندی را تشکیل می‌دهند (هوتوها و تواها دو قومیت دیگر ساکن در این کشورها هستند). آن‌ها دارای قدی بلند، استخوان‌بندی کوچک و پوستی تیره هستند و اقلیتی اشرافی را تشکیل می‌دادند که در حدود ۹ درصد جمعیت رواندا و ۱۴ درصد جمعیت بروندی را شامل می‌شد. اما جمعیت آن‌ها در رواندا پس از نسل‌کشی دولتی گسترده در ۱۹۹۴ به‌شدت کاهش یافت.

## تاریخچه
موطن اصلی توتسی‌ها احتمالاً اتیوپی، کنیا یا سودان جنوبی بوده است و آن‌ها در حدود ۴۰۰ سال پیش به سمت جنوب در حوالی دریاچه کیوو مهاجرت کردند. آن‌ها که مردمانی جنگجو و دام‌پرور بودند در جستجوی مراتع تازه در سدهٔ ۱۴ یا ۱۵ میلادی از شمال‌شرقی وارد این ناحیه شدند و با غلبه بر هوتوهای ساکن در این منطقه به شیوه‌ای آرام و مسالمت‌آمیز پادشاهی‌های بومی رواندا و بروندی را شکل دادند. در رأس هرم قدرت توتسی‌ها یک موامی یا شاه قرار داشت که او را دارای خاستگاهی مقدس می‌دانستند. از آنجا که توتسی‌ها صاحب دام بودند و دانش جنگی پیشرفته‌تری داشتند نوعی رابطهٔ ارباب و رعیتی را با هوتوهایی که اکثریت مردم آنجا را تشکیل می‌دادند برقرار ساختند.
گسترش توتسی‌ها تا دوران استعمار اروپاییان در اواخر سدهٔ نوزدهم ادامه یافت. تا این زمان رابطهٔ بین هوتوها و توتسی‌ها هنوز دوستانه بود اما توجه و التفات دولت استعماری بلژیک در فاصلهٔ سال‌های ۱۹۱۶ تا ۱۹۶۱ به توتسی‌ها باعث شدت یافتن دشمنی بین مردمان دو قوم شد. توتسی‌ها موقعیت غالب خود بر اکثریت هوتو را در رواندا تا ۱۹۶۱ که نظام سلطنتی برچیده شد حفظ کردند. پس از آن توتسی‌های تبعیدشده با تشکیل جبهه‌ای و انجام عملیات نظامی درصدد بازپس‌گیری قدرت در رواندا تا ۱۹۹۴ برآمدند.

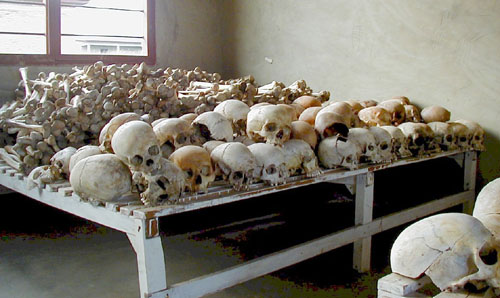
جمجمه‌های قربانیان نسل‌کشی سال ۱۹۹۴ در رواندا

## کشتار توتسی‌های رواندا
در ۶ آوریل ۱۹۹۴ هواپیمای حامل ژوونال هابیاریمانا، رئیس‌جمهور هوتوتبار رواندا بر فراز کیگالی سرنگون شد و هوتوها با نسبت دادن این حادثه به توتسی‌ها، شروع به قتل‌عام سازماندهی‌شدهٔ آن‌ها در کشور نمودند. این نسل‌کشی در میان بی‌تفاوتی جامعهٔ بین‌الملل به مدت ۳ ماه ادامه یافت تا آنکه سرانجام در ۴ ژوئیهٔ همان سال شهر کیگالی به‌دست نیروهای جبههٔ میهنی رواندا متشکل از توتسی‌های تبعیدی تصرف شد و آن‌ها با برانداختن دولتِ با اکثریت هوتو به این کشتارها پایان دادند. در این نسل‌کشی تقریباً ۸۰۰ هزارنفر از مردم رواندا که یک دهم جمعیت آن کشور را تشکیل می‌دادند جان خود را از دست دادند.
اما توتسی‌ها در بوروندی برخلاف رواندا توانستند قدرت را علی‌رغم شورش‌های ادواری قوم هوتو در آن کشور همچنان در دستان خود نگاه دارند. طی شورشی نافرجام در ۱۹۷۲ در بروندی در حدود ۱۰۰ هزار نفر که بیشترشان را هوتوها تشکیل می‌دادند کشته شدند.

## فرهنگ
فرهنگ‌های توتسی و هوتو در طول سده‌های مختلف با یکدیگر درهم آمیخته است و توتسی‌ها زبان‌های بانتویی رواندا و روندی را که برای هر دو طرف قابل فهم بود را به‌عنوان زبان خود برگزیدند. این دو قوم همچنین دارای عقاید مذهبی یکسانی هستند که شکل‌هایی از روح‌باوری (انیمیسم) و مسیحیت را در بر می‌گیرد.